# Nottingham Open 2022
Giải quần vợt Nottingham Mở rộng 2022 (còn được biết đến với Rothesay Open Nottingham vì lý do tài trợ) là một giải quần vợt chuyên nghiệp thi đấu trên mặt sân cỏ ngoài trời. Đây là lần thứ 14 (nữ) và lần thứ 26 (nam) giải đấu được tổ chức. Giải đấu là một phần của WTA 250 trong WTA Tour 2022, và ATP Challenger Tour. Giải đấu diễn ra tại Nottingham Tennis Centre ở Nottingham, Vương quốc Liên hiệp Anh và Bắc Ireland từ ngày 4 đến ngày 12 tháng 6 năm 2022.

## Nội dung đơn ATP

### Hạt giống
| Quốc gia | Tay vợt            | Xếp hạng1 | Hạt giống |
| -------- | ------------------ | --------- | --------- |
| GBR      | Dan Evans          | 32        | 1         |
| CZE      | Jiří Veselý        | 73        | 2         |
| AUS      | Jordan Thompson    | 82        | 3         |
| AUS      | John Millman       | 91        | 4         |
| AUS      | Alexei Popyrin     | 102       | 5         |
| ESP      | Fernando Verdasco  | 107       | 6         |
| USA      | Jack Sock          | 109       | 7         |
| SUI      | Marc-Andrea Hüsler | 119       | 8         |

- 1 Bảng xếp hạng vào ngày 23 tháng 5 năm 2022.

### Vận động viên khác
Đặc cách:
- Dan Evans
- Alastair Gray
- Paul Jubb

Miễn đặc biệt:
- Jordan Thompson

Thay thế:
- Duje Ajduković

Vượt qua vòng loại:
- Antoine Bellier
- Marius Copil
- Daniel Cox
- Jason Jung
- Henri Squire
- Otto Virtanen

## Nội dung đơn WTA

### Hạt giống
| Quốc gia | Tay vợt             | Xếp hạng1 | Hạt giống |
| -------- | ------------------- | --------- | --------- |
| GRE      | Maria Sakkari       | 3         | 1         |
| GBR      | Emma Raducanu       | 12        | 2         |
| ITA      | Camila Giorgi       | 30        | 3         |
| CHN      | Zhang Shuai         | 41        | 4         |
| AUS      | Ajla Tomljanović    | 42        | 5         |
| USA      | Alison Riske        | 43        | 6         |
| BRA      | Beatriz Haddad Maia | 48        | 7         |
| POL      | Magda Linette       | 52        | 8         |

- 1 Bảng xếp hạng vào ngày 23 tháng 5 năm 2022.[2]

### Vận động viên khác
Đặc cách:
- Jodie Burrage
- Sonay Kartal
- Emma Raducanu[3]
- Maria Sakkari

Vượt qua vòng loại:
- Katie Boulter
- Cristina Bucșa
- Katarzyna Kawa
- Yuriko Miyazaki
- Eden Silva
- Daria Snigur

Bảo toàn thứ hạng:
- Tatjana Maria

### Rút lui
Trước giải đấu
- Sorana Cîrstea → thay thế bởi  Katie Volynets
- Alizé Cornet → thay thế bởi  Rebecca Marino
- Ons Jabeur → thay thế bởi  Zhu Lin
- Sofia Kenin → thay thế bởi  Heather Watson
- Ana Konjuh → thay thế bởi  Tatjana Maria
- Jessica Pegula → thay thế bởi  Wang Qiang
- Elena-Gabriela Ruse → thay thế bởi  Donna Vekić
- Clara Tauson → thay thế bởi  Harriet Dart

## Nội dung đôi WTA

### Hạt giống
| Quốc gia | Tay vợt             | Quốc gia | Tay vợt          | Xếp hạng1 | Hạt giống |
| -------- | ------------------- | -------- | ---------------- | --------- | --------- |
| BRA      | Beatriz Haddad Maia | CHN      | Zhang Shuai      | 38        | 1         |
| USA      | Asia Muhammad       | JPN      | Ena Shibahara    | 46        | 2         |
| JPN      | Shuko Aoyama        | TPE      | Chan Hao-ching   | 54        | 3         |
| USA      | Caroline Dolehide   | ROU      | Monica Niculescu | 60        | 4         |

- 1 Bảng xếp hạng vào ngày 23 tháng 5 năm 2022.

### Rút lui
Trước giải đấu
- Monica Niculescu /  Elena-Gabriela Ruse → thay thế bởi  Caroline Dolehide /  Monica Niculescu
- Xu Yifan /  Yang Zhaoxuan → thay thế bởi  Alicia Barnett /  Olivia Nicholls

## Nhà vô địch

### Đơn nam
- Dan Evans đánh bại 'Jordan Thompson 6–4, 6–4.

### Đơn nữ
- Beatriz Haddad Maia đánh bại  Alison Riske, 6–4, 1–6, 6–3

### Đôi nam
- Jonny O'Mara /  Ken Skupski đánh bại  Julian Cash /  Henry Patten 3–6, 6–2, [16–14].

### Đôi nữ
- Beatriz Haddad Maia /  Zhang Shuai đánh bại  Caroline Dolehide /  Monica Niculescu 7–6(7–2), 6–3